# Jacob Corneliszoon Cobaert
Jacob Corneliszoon Cobaert, ook wel Jacob Cornelisz Cobaert of Coppe of Giacomo Fiammingo (Edingen, circa 1535 - Rome, 1615) was een Zuid-Nederlands beeldhouwer.
Hij verbleef meermaals in Rome vanaf 1552 en laatst vanaf 1555. Hij is er ook begraven op het Campo Santo dei Teutonici e dei Fiamminghi.
- Biografisch Portaal: 50841214
- Digitale Bibliotheek voor de Nederlandse Letteren: cops001
- Gemeinsame Normdatei: 13851318X
- Union List of Artist Names: 500010928
- Virtual International Authority File: 283614444